# Seven Seas Entertainment
Seven Seas Entertainment è una casa editrice statunitense con sede a Los Angeles, California. Originariamente era dedicata alla pubblicazione di manga originariamente in lingua inglese ("Amerimanga"), ma ora pubblica manga e light novel con licenza dal Giappone, oltre a fumetti web selezionati. La società è guidata da Jason DeAngelis, che ha coniato il termine "world manga" con il lancio del sito web della società nell'ottobre 2004.